# Sa Kỳ
Sa Kỳ là Cảng biển và cũng là một cửa biển trong năm cửa biển của tỉnh Quảng Ngãi, nằm ở địa bàn xã Bình Châu thuộc khu kinh tế Dung Quất, huyện Bình Sơn.
Cảng Sa Kỳ cũng nằm trên vùng Ba Làng An nổi tiếng trong Chiến tranh Việt Nam và rất gần với lăng thờ cá Ông ở xã Tịnh Kỳ, huyện Sơn Tịnh - di tích liên quan đến chủ quyền của Việt Nam đối với hai quần đảo Hoàng Sa và Trường Sa.
Ngày 18 tháng 05 năm 1990, tỉnh đã khởi công cho nổ mìn 5000 kg với dự trù mở rộng lòng cảng phá và vét 8000 m³ đá ngầm dưới nước. Ngày 17 tháng 09 năm 1991, luồng cảng đã mở cửa cho chiếc tàu đầu tiên mang tên Ba Tơ trọng tải 442 tấn vào cảng.
Cảng Sa Kỳ và vùng phụ cận thuộc loại sầm uất nhất trong các vùng ven biển miền Trung Việt Nam. Cảng đóng vai trò là nơi xuất nhập khẩu các mặt hàng, sản phẩm của riêng tỉnh Quảng Ngãi và cũng cho tỉnh Champasak của Lào - tỉnh quan hệ kết nghĩa nhưng không có bờ biển.
Là cảng đưa đón khách ra đảo Lý Sơn, một ngày cảng Sa Kỳ đón 2000 lượt khách du lịch. Ngày lễ, tết đón tới 4000 lượt khách một ngày.